# Тулу
Тулу (тулу ತುಳು) — дравідійська мова Індії з майже 2 млн носіїв мови . Також відома під назвою тулува. 
Мовою спілкуються більшою мірою в околицях Дакшінской Каннада й Удупі на заході штату Карнатака. Цією мовою також спілкуються жителі деяких частин Керали. Справжня писемність тулу схожа з малаямською писемністю. Зараз мова користується письмом каннада.